# Герб Гультяевской волости
Герб муниципального образования «Гультяевская волость» Пустошкинского района Псковской области Российской Федерации — опознавательно-правовой знак, служащий официальным символом муниципального образования.
Герб утверждён решением Собрания депутатов сельского поселения «Гультяевская волость» № 44 от 31 марта 2011 года.
Герб внесён в Государственный геральдический регистр Российской Федерации под регистрационным номером 6886.

## Описание герба
«В серебряном поле над пониженным золотым узкий крестом с косвенным верхним и нижним плечом, заполненным лазурью в нижнем правом углу и в оконечности — всадник в пурпурных доспехах и с такими же перьями на шлеме, скачущий на пурпурном коне и заносящий золотую саблю».
Герб Гультяевской волости, в соответствии с Методическими рекомендациями по разработке и использованию официальных символов муниципальных образований (Раздел 2, Глава VIII, п.п. 45-46), утверждёнными Геральдическим Собранием при Президенте Российской Федерации 28.06.2006 года, может воспроизводиться со статусной короной установленного образца.

## Обоснование символики
В январе 2006 г. на территории Гультяевской, Шалаховской и части Новой волостей было создано муниципальное образование сельское поселение «Гультяевская волость».
На территории сельского поселения проживают потомки панцирных бояр, средневекового военного сословия.
В 1867 году в Москве проходила 1-я этнографическая выставка народов России, где представленные от Витебской губернии костюмы путных и панцирных бояр Непоротовской, Езерейской и Гультяевской волостей (в то время входившей в состав этой губернии) вызвали большой интерес. И сейчас порой жителей Гультяевской волости называют «пунце-панцирными боярами» за малиновый (пунцовый) цвет исторических костюмов.
Все это нашло отражение в гербе современной Гультяевской волости:
— всадник, скачущий на коне с поднятым мечом — символ защиты Русских земель от западных завоевателей;
— пурпурный цвет всадника с конём символ памяти проживавших на этих землях пунце-панцирных бояр.
Перекрестье из двух золотых полос — фигура герба Пустошкинского района, в который входит волость, что символически подчёркивает единство муниципальных образований, их тесные, дружеские связи.
Серебро — символ чистоты, открытости, божественной мудрости, примирения
Золото — символ высшей ценности, величия, богатства, урожая.
Лазурь, не только символ многочисленных озёр и речек, расположенных на территории волости, но и символ возвышенных устремлений, искренности, преданности, возрождения.
Пурпур — символ власти, славы, почёта, благородства происхождения, древности.
Герб разработан при содействии Союза геральдистов России.
Авторы герба: идея герба — Алексей Король (Пустошка), Константин Мочёнов (Химки), Михаил Медведев (Санкт-Петербург); художник и компьютерный дизайн — Оксана Афанасьева (Москва); обоснование символики — Вячеслав Мишин (Химки).